# Grégoire Laurent
Grégoire „Gusty“ Laurent (* 4. März 1906 in Sablon; † 22. März 1985 in Luxemburg) war ein luxemburgischer Boxer und späterer Boxtrainer.
Laurent nahm 1924 aktiv an den Olympischen Sommerspielen in Paris teil, unterlag aber schon in der ersten Runde der Leichtgewichtskategorie dem Dänen Charles Petersen.
In den 1940er und 1950er Jahren war er für den Verein Boxing Central Luxembourg als Trainer tätig. 1948 brachte er die von ihm betreuten Athleten Roger Behm, Fränz Ehringer und Léon Roller zu den Olympischen Sommerspielen nach London.  